# Albert Reich (pictor)
Albert Reich (n. 14 noiembrie 1881, Neumarkt in der Oberpfalz, Bavaria, Imperiul German – d. 12 aprilie 1942, München, Germania Nazistă) a fost un pictor, grafician, desenator și ilustrator german.

## Biografie
Albert Reich, fiul unui cizmar, a absolvit în 1898, Școala de Arte Aplicate din Nürnberg, devenind pictor decorativ. În perioada 1901/1902 a beneficiat de o bursă a Fundației "Maximilian" în valoare de 360 de mărci. Apoi, pe 30 octombrie 1902, s-a înscris la Academia Imperială de Arte Frumoase din München. Acolo i-a avut ca profesori pe Johann Caspar Herterich, Heinrich von Zügel și Peter von Halm.
Din 1907 până la moartea sa, el a lucrat ca ilustrator al revistei "Die Oberpfalz" imprimate de editura "Laßleben" din Kallmünz. În 1911, el a preluat școala de pictură în aer liber a lui Melchior Kern, pe care a condus-o până la izbucnirea Primului Război Mondial. Primele sale picturi erau inspirate din viața rurală. Pe 31 mai 1912 s-a căsătorit la Scharbow cu eleva sa, pictorița Elisabeth „Lisbeth” Anna Karla Martha, născută Sellschopp (n. 24 iulie 1884, Lexow – d. 9 ianuarie 1958, München). Din această căsătorie s-au născut patru fiice. Lisbeth Reich a lucrat, de asemenea, la ilustrarea unora din cărțile sale.

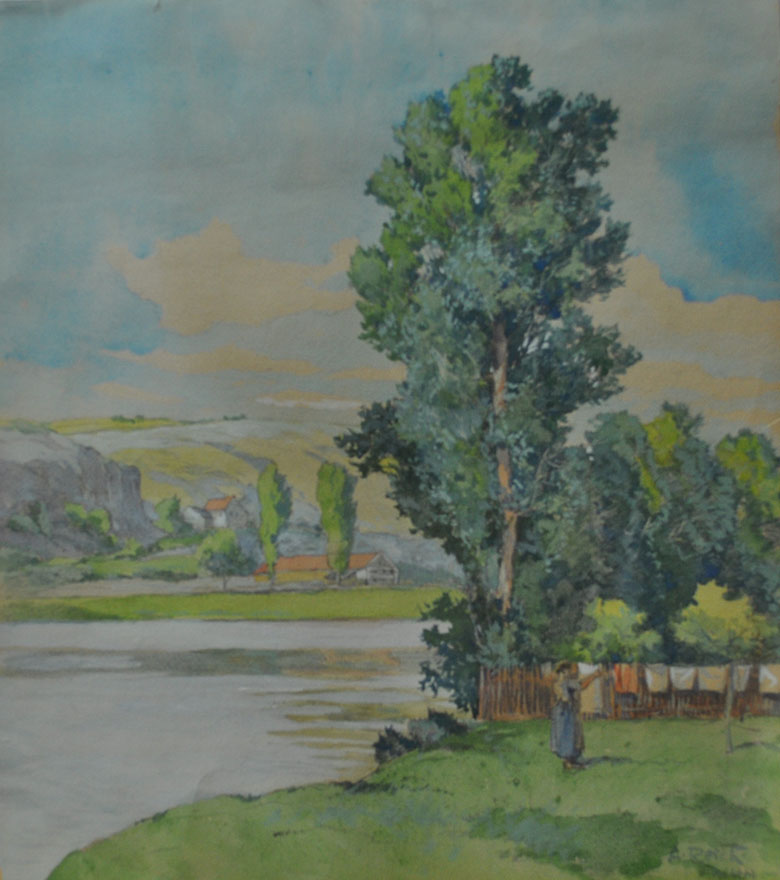
Grădina "Brey" din Kallmünz (acuarelă; 1912)
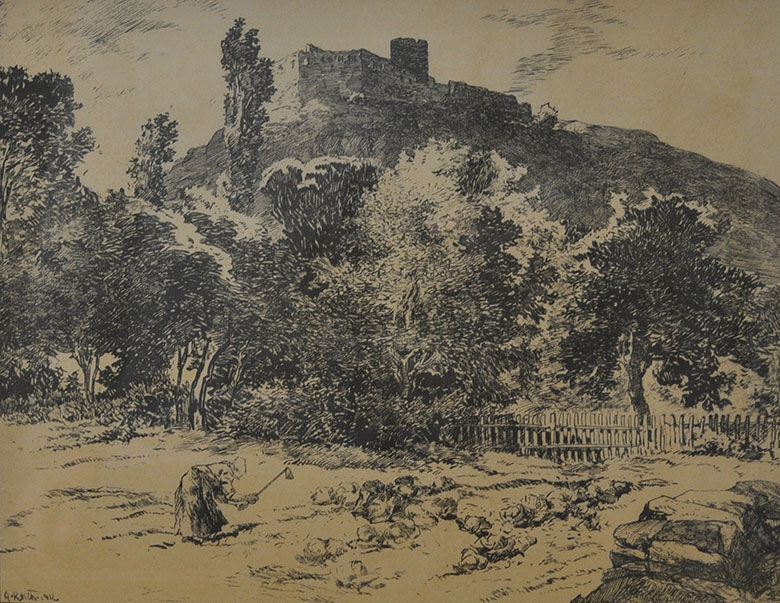
Țărancă în grădină, la Kallmünz (desen)
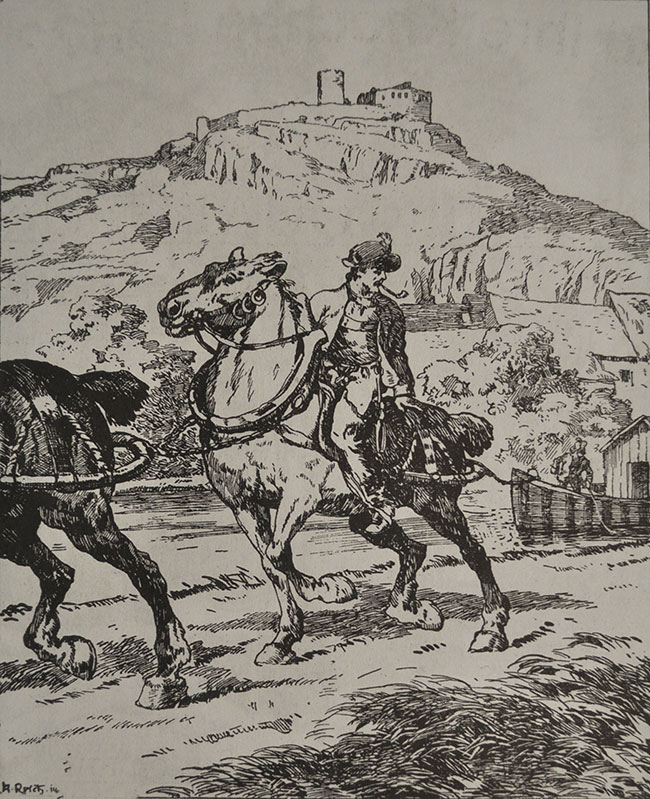
Remorcarea unei bărci la Kallmünz (desen)
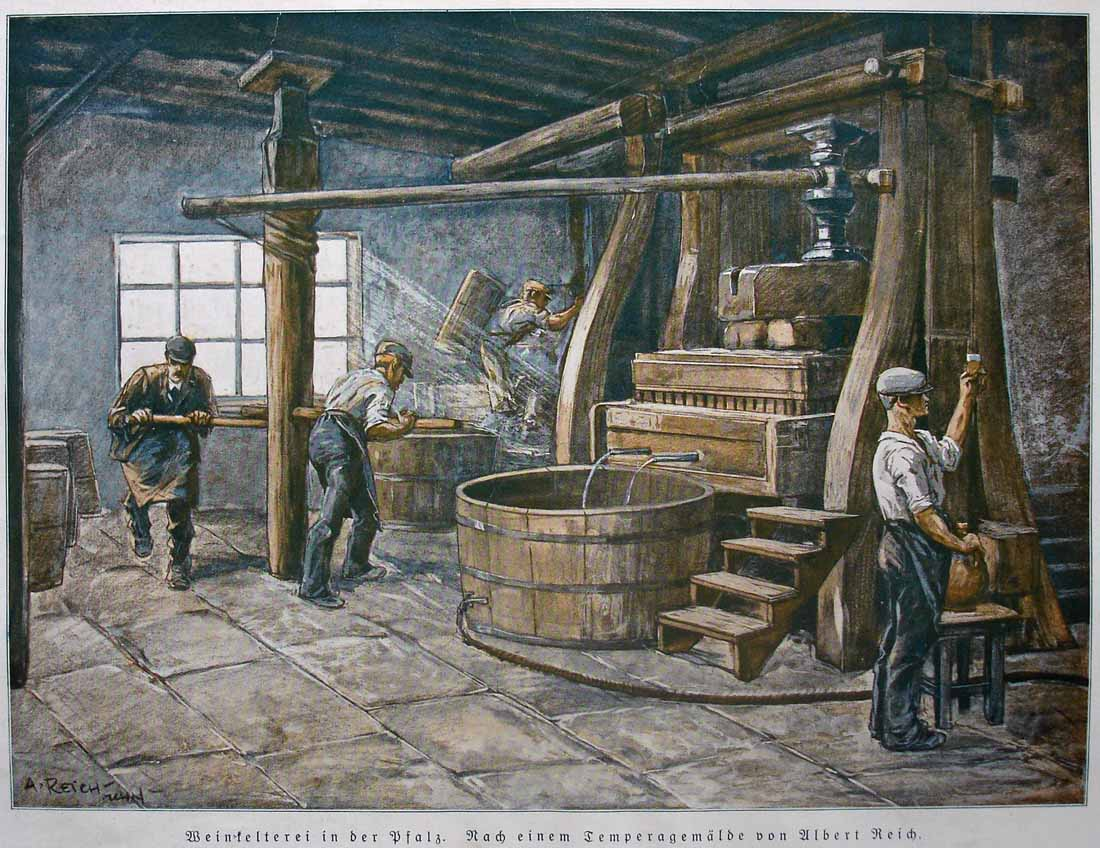
Teascuri de vin în Palatinat (ilustrație din 1924)

### Primul Război Mondial și anii de după război
În timpul războiului Reich a ilustrat ca pictor de război jurnalele militare ale Corpului Alpin german, descriind faptele de arme eroice și romantice ale militarilor germani. A creat în 1920, împreună cu Theodor Strasser, un memorial de război pentru biserica parohială "Adormirea Maicii Domnului" din Duggendorf, iar în 1922/1923 a realizat un alt memorial de război pentru piața centrală a localității Kallmünz. În același loc s-a aflat, până în 1912, casa sacristanului. Reich a realizat pictura plafonului fără remunerație financiară. Proiectul structural al memorialului a fost efectuată de către Georg Hauser (1892-1968) din Kallmünz.

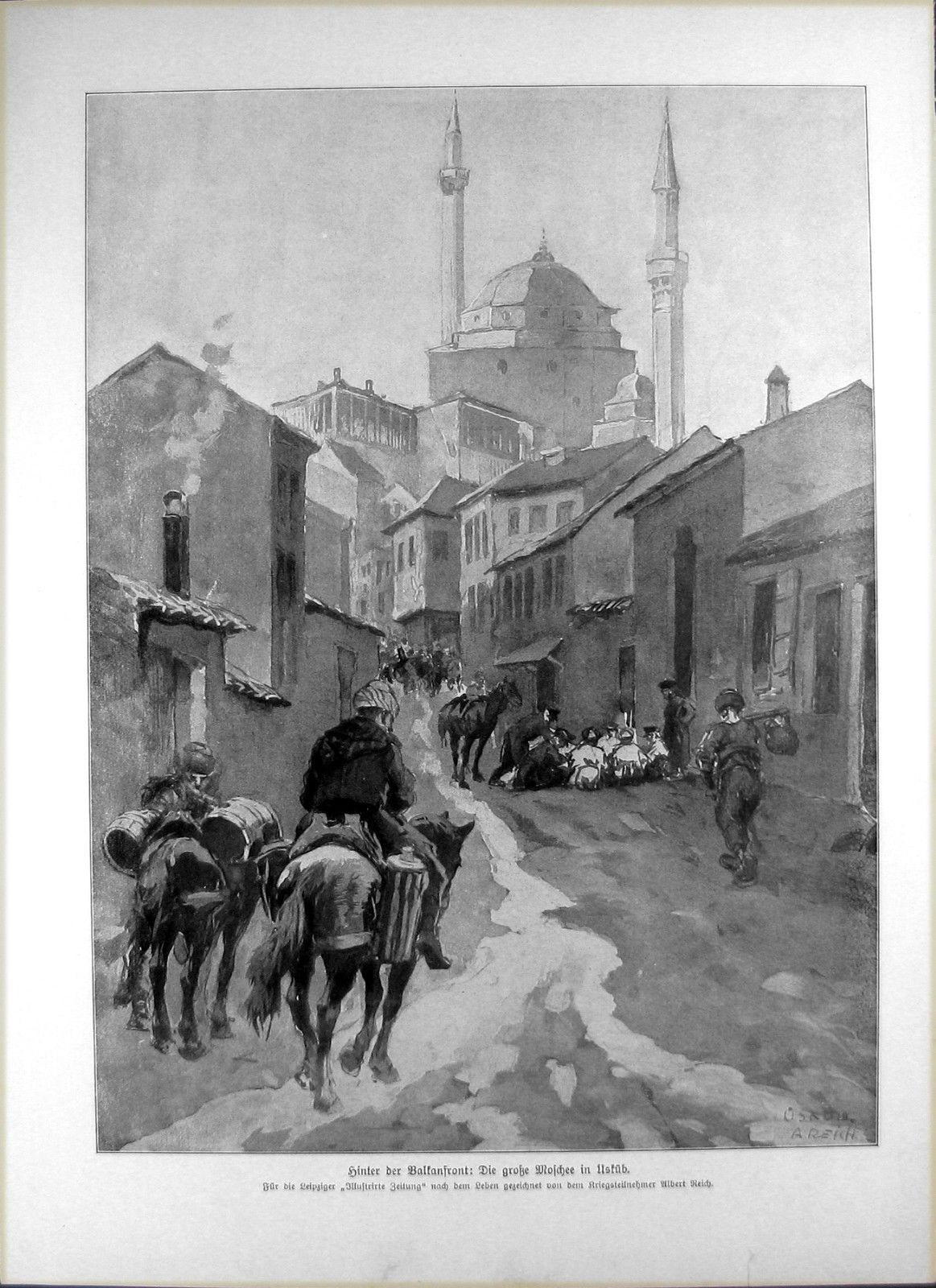
Marea moschee din Üsküb (desen în Leipziger Volkszeitung, 1916)
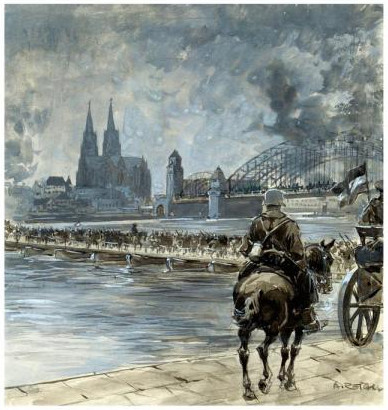
Neînvinși pe câmpul de luptă (1918)
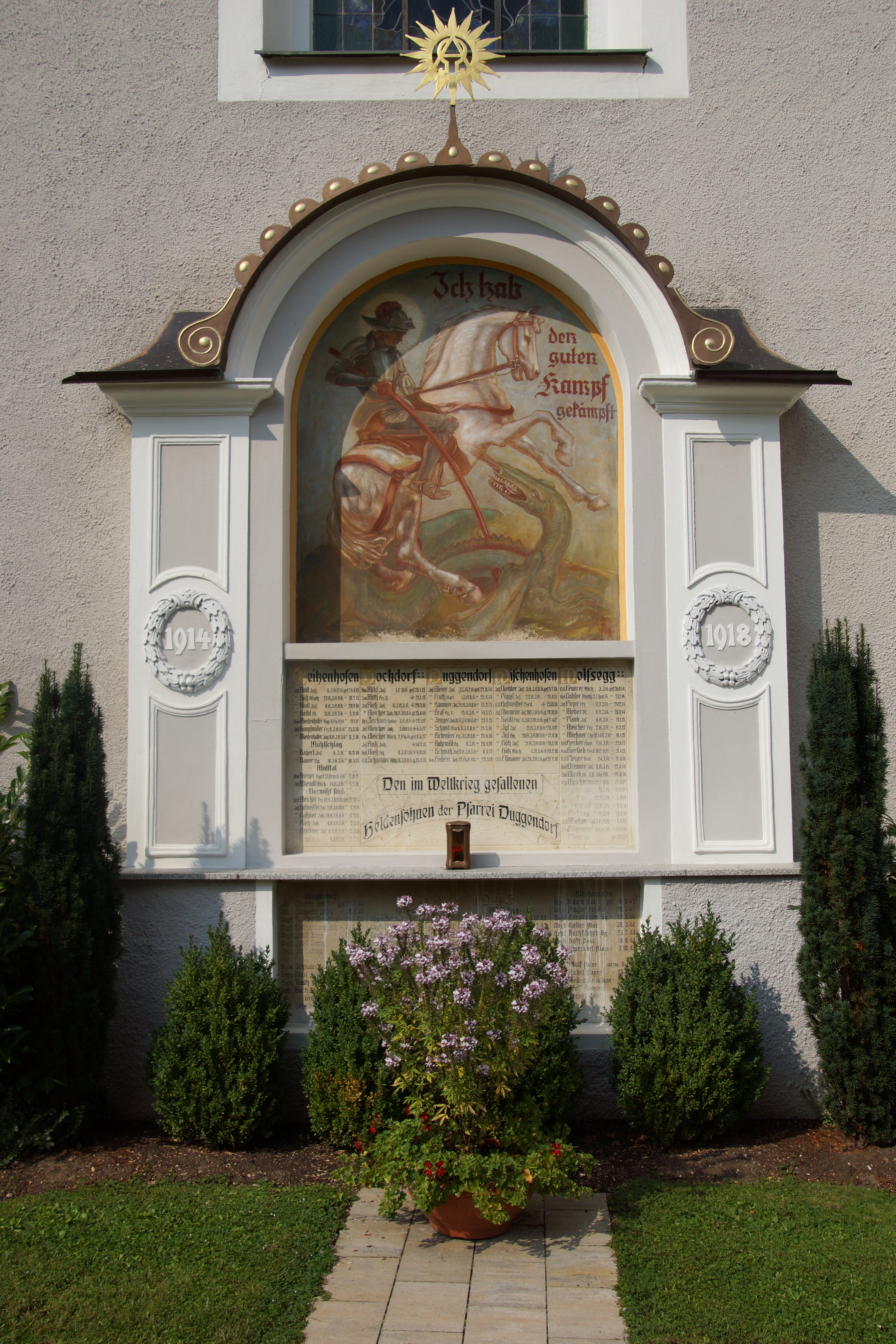
Memorialul de război de la biserica parohială "Adormirea Maicii Domnului" din Duggendorf (1920)
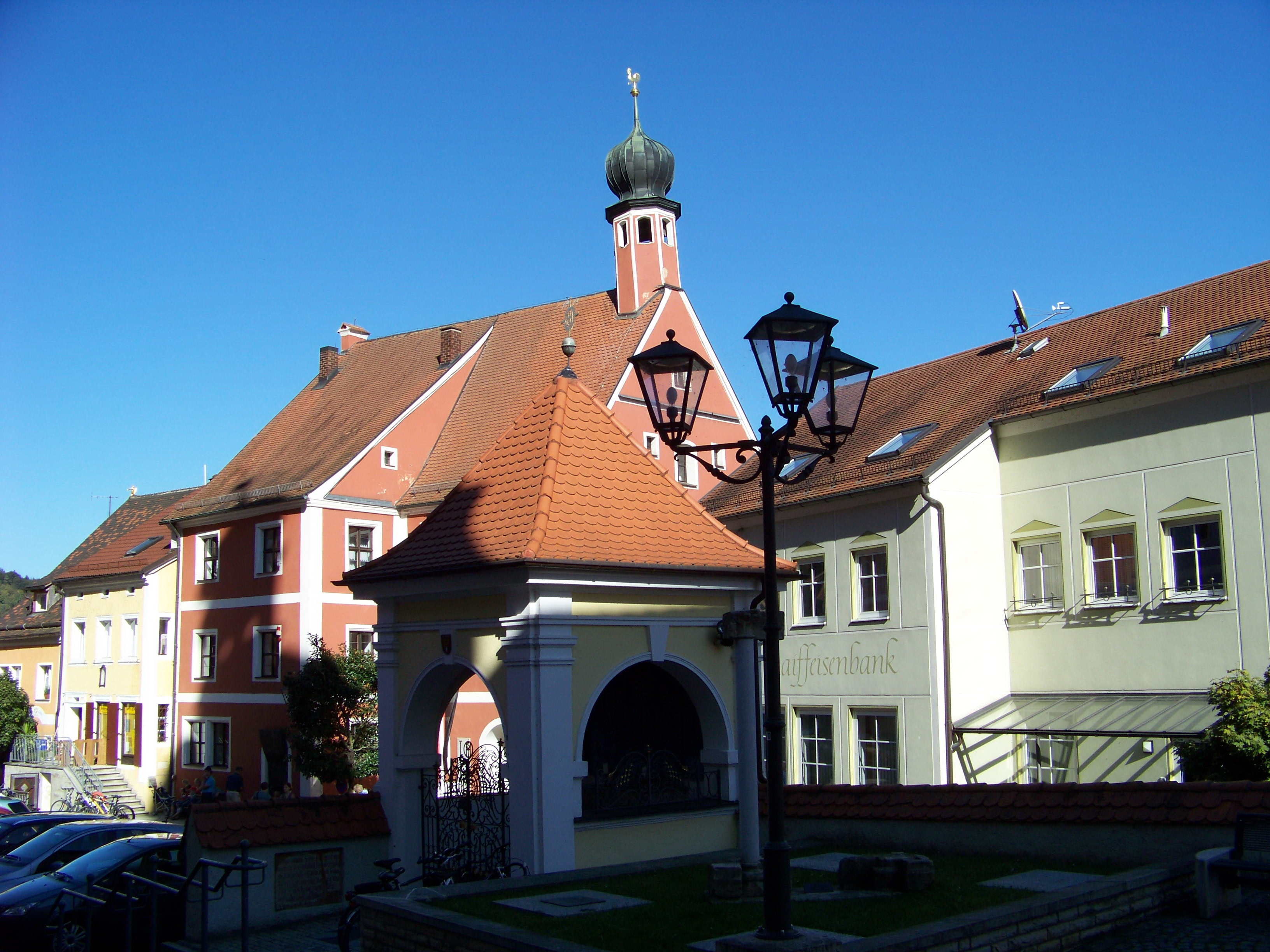
Memorialul de război din piața localității Kallmünz (1922/1923)

### Perioada național-socialismului
Reich a fost național-socialist încă de la început. Împreună cu prietenul său, Dietrich Eckart, a realizat coperta primei ediții a cărții politico-ideologice Mein Kampf a lui Adolf Hitler. În 1930, el a fondat în cartierul Milbertshofen din München o filială a NSDAP-ului și apoi, s-a dedicat artistic mișcării naziste. Odată cu venirea la putere a lui Hitler în 1933, obiectivele militarist-propagandistice ale nazismului pot fi observate în imaginile sale. Reich, care era, de asemenea, prieten cu Christian Weber, a fost menționat în Observatorul "Volkisch" drept „probabil [...] primul artist vizual, [care] cu creionul și pensula a devenit propagandist al național-socialismului”. În contextul festivităților organizate pentru aniversarea a 125 de ani de la primul Oktoberfest din München a avut loc în 1935 o mare paradă aniversară, sub motto-ul „Oraș mândru – țară veselă”, iar Reich a fost desemnat să se ocupe cu organizarea și direcția artistică a festivităților. El a fost însărcinat, de asemenea, cu realizarea programului artistic al Festivalului internațional al curselor de cai de pe Hipodromul "Riem". În această calitate, el a proiectat, printre altele, procesiunea jubiliară din 25 iulie 1936 intitulată „500 de ani de curse de cai germane la München”. El a participat de mai multe ori cu picturi în Marea expoziție de artă germană organizată în clădirea "Haus der Deutschen Kunst".

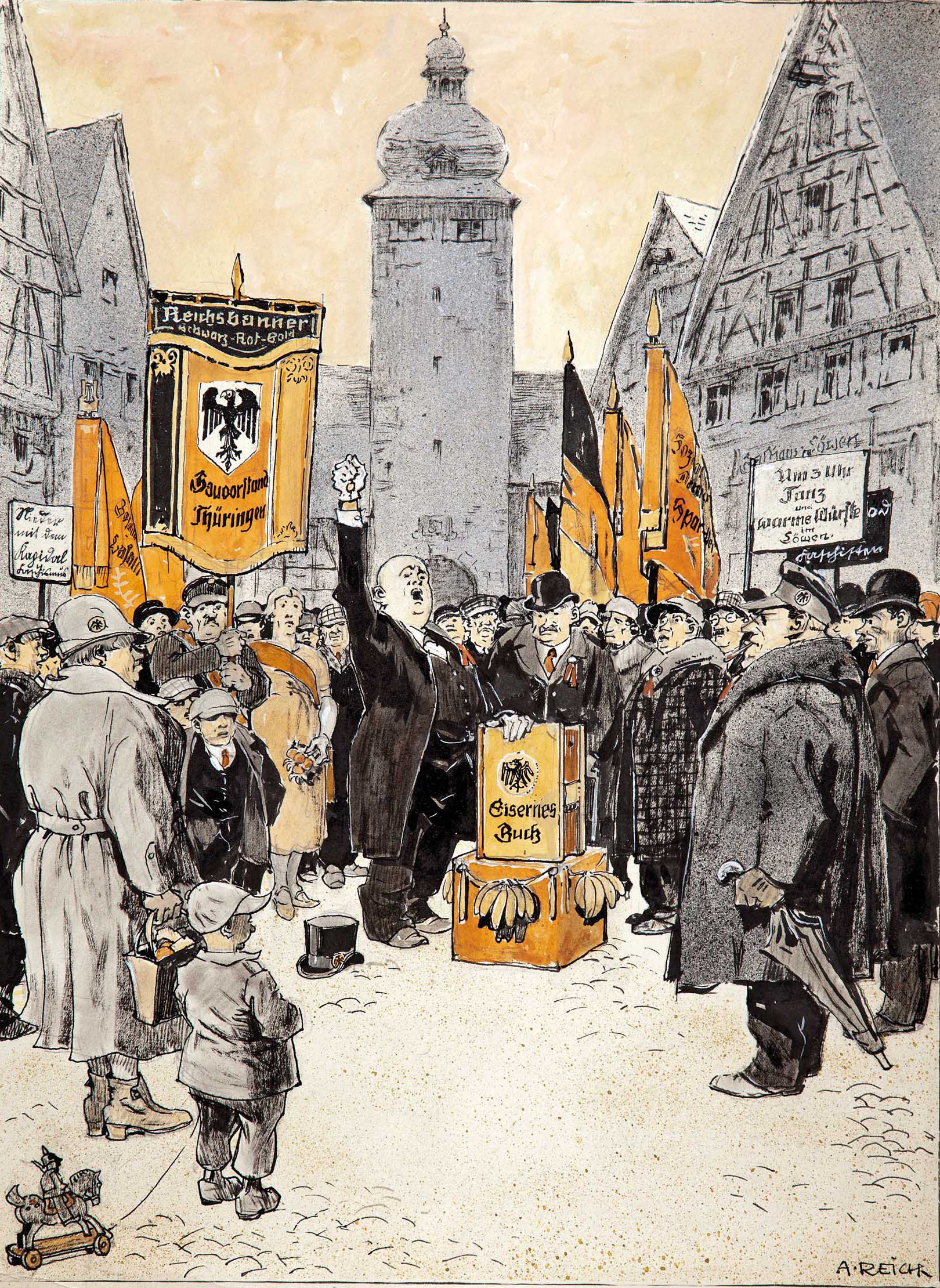
Sărbătoarea Frontului de Fier (1931)
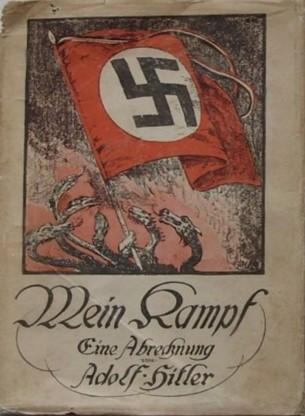
Coperta cărții Mein Kampf
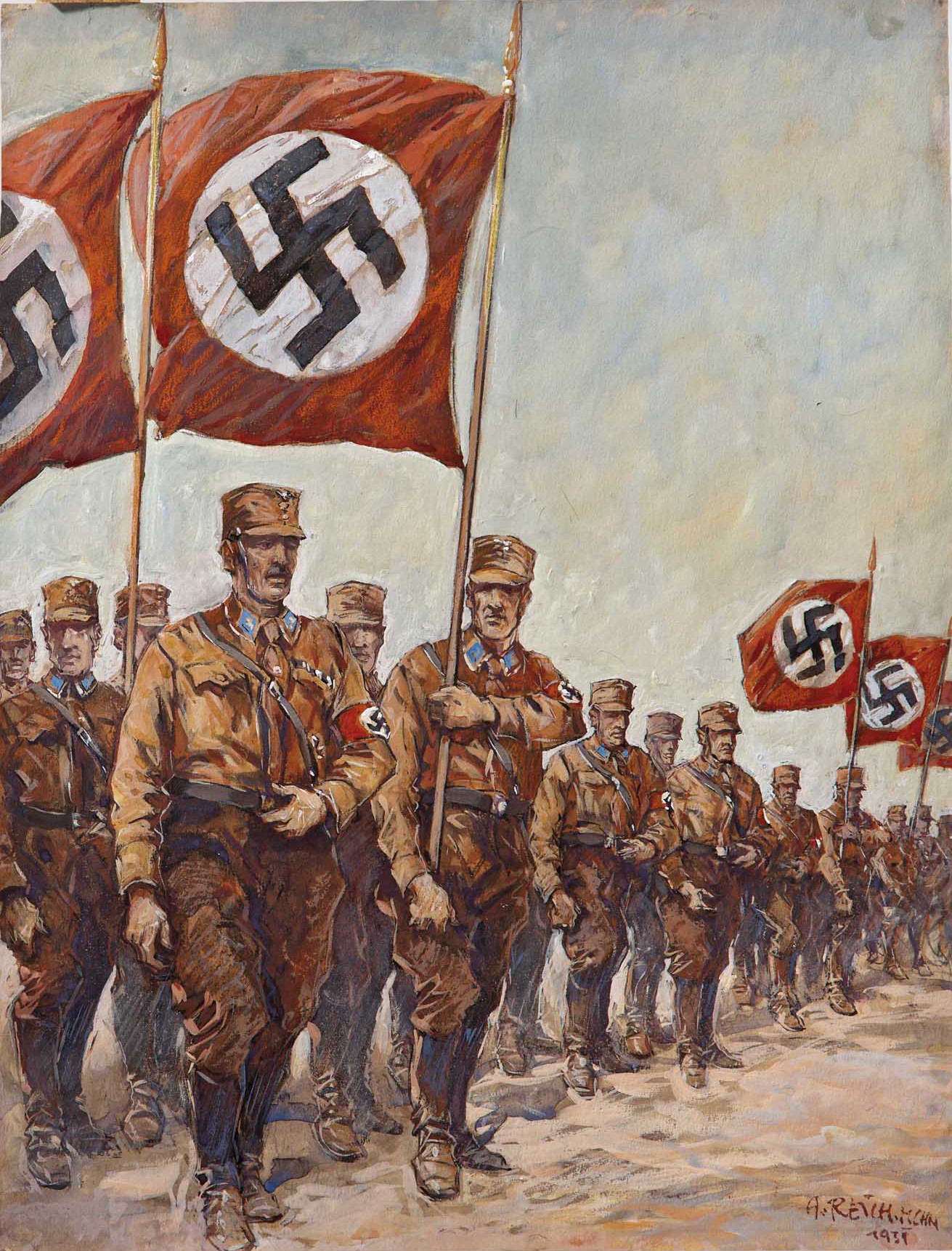
Frontul viu (1931)
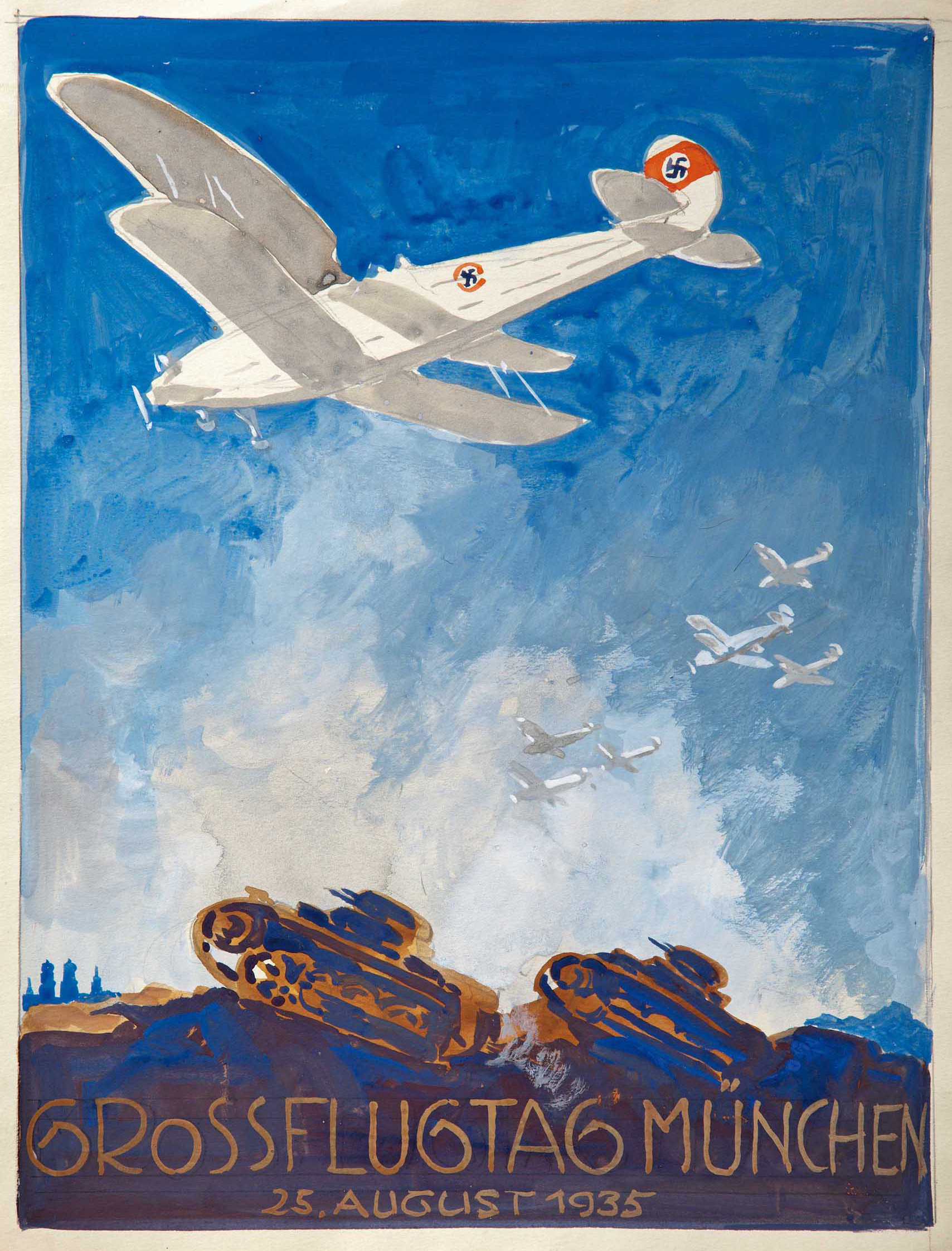
Marele miting aviatic de la München din 25 august 1935 (afiș)
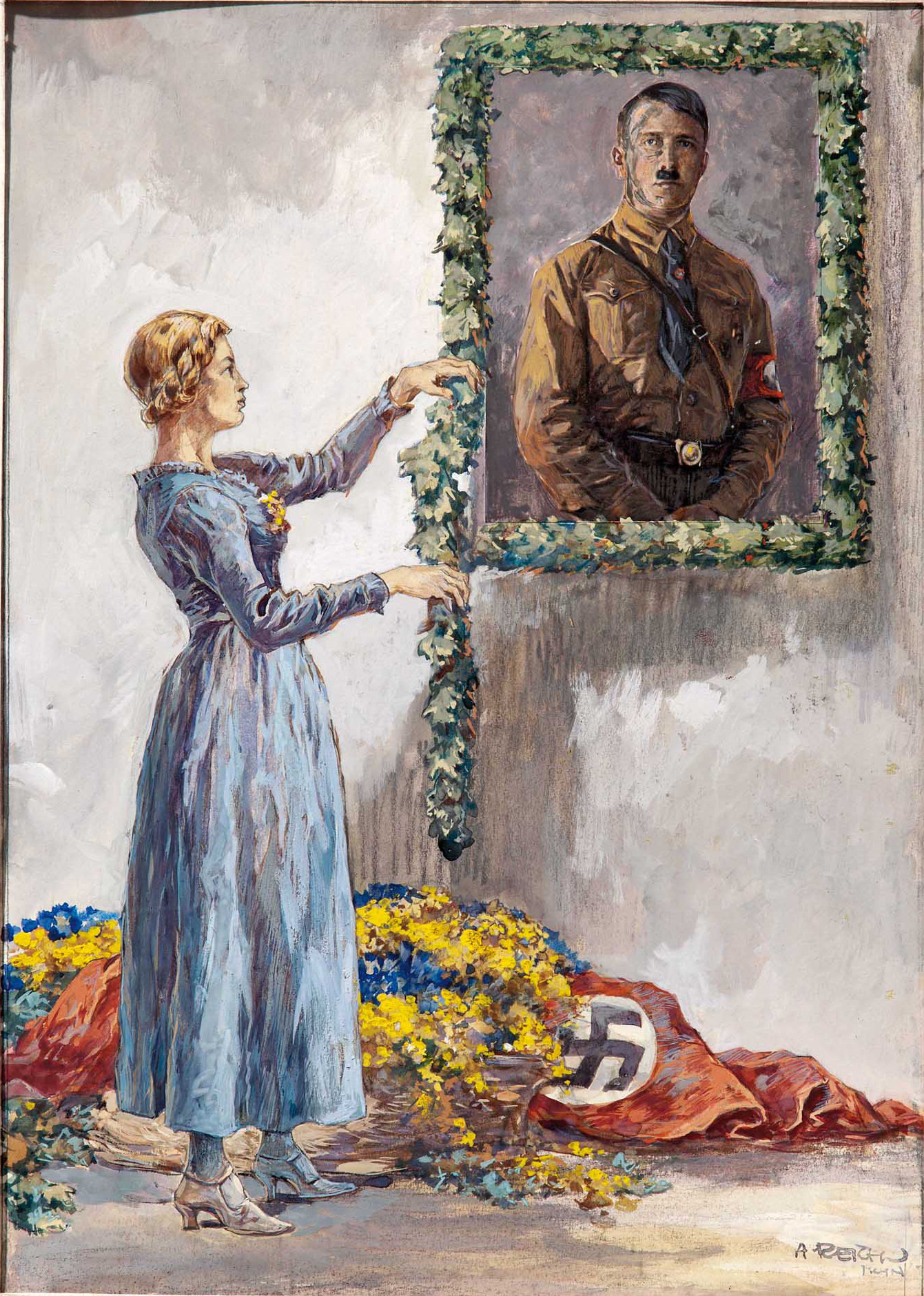
Pictura lui Hitler

### Mormânt

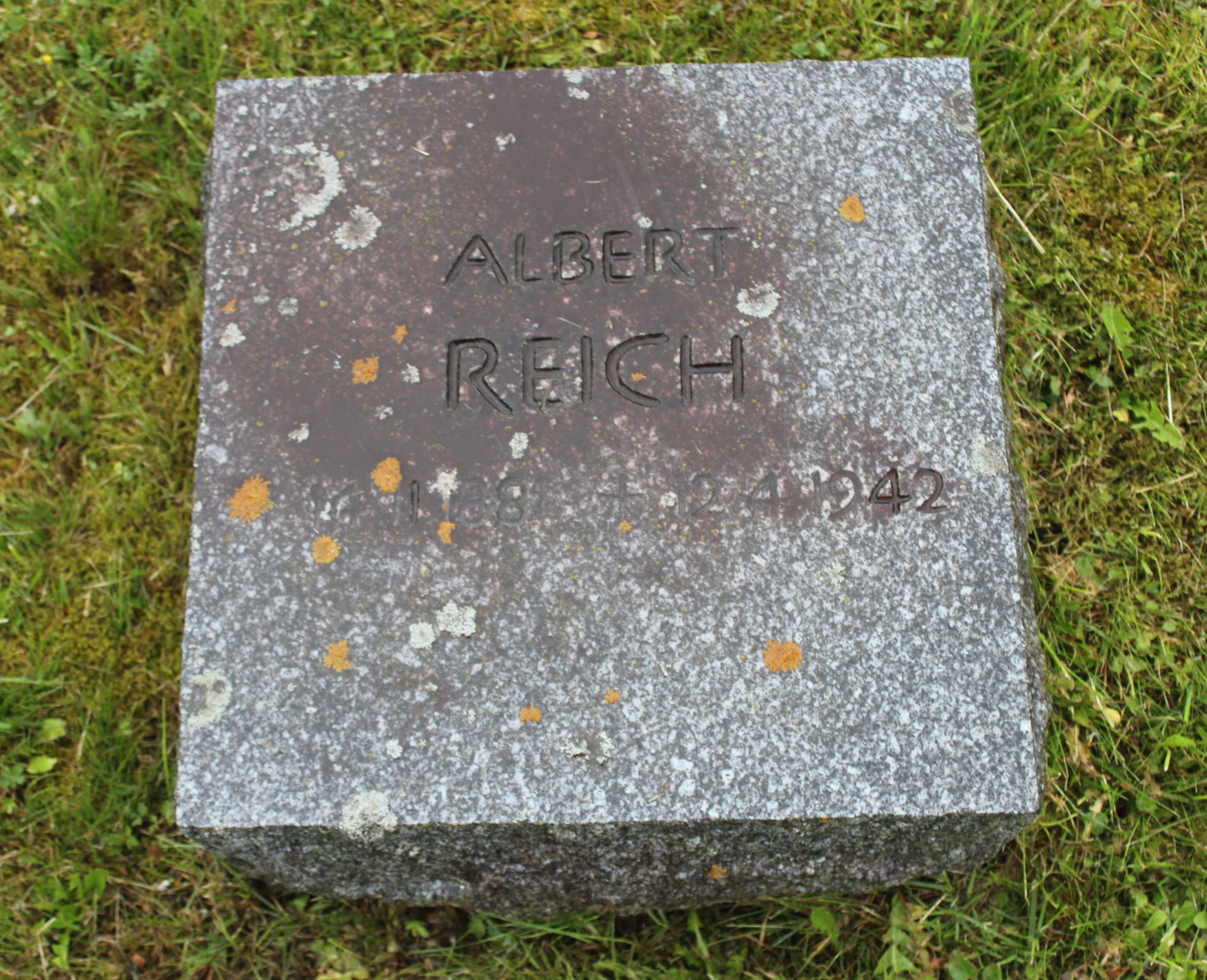
Piatra sa de mormânt în Waldfriedhof

Rich a fost îngropat în cimitirul de război Waldfriedhof (parcela 63; mormântul 24) din München-Großhadern.

## Omagii și critici
În martie 1942, Biroul Rosenberg a solicitat numirea ca profesor a lui Albert Reich; el a lucrat din 1921 ca pictor, membru al S.A.-ului și luptător politic în cadrul mișcării naziste. Adolf Hitler i-a acordat titlul de profesor în 1942, la scurt timp după moartea sa, în semn de recunoaștere a activității sale în sluba regimului nazist.
La scurt timp după aniversarea unui mileniu de atestare documentară, rolul lui Reich a fost din ce în ce mai criticat în orașul său natal, din cauza aderării sale la cauza nazistă. Strada care i-a purtat numele începând din anii 1950 în cartierul Wolfstein din orașul său natal Neumarkt a fost redenumită în 2011, după mai mulți ani de discuții. Consiliul de construcții al primăriei a acceptat, în sfârșit, în noiembrie 2010 o moțiune a organizației "Freien Liste Zukunft" (FLitZ) pentru redenumirea străzii. O placă suplimentară fusese deja pusă sub indicatorul străzii unde se menționa că Reich a fost un „susținător dezastruos al național-socialismului”. În afară de Reich, mai exista un teolog protestant cu același nume.
Strada a fost redenumită în 2011 după proprietarul de magazin și cofondatorul organizației locale Neumarkt a Partidului Social-Democrat Josef Geiß, care a fost deportat în 1933, împreună cu alți social-democrați, în lagărul de concentrare din Dachau. Geiß s-a mutat din oraș în 1937.

## Cărți cu ilustrații
Reich a publicat mai multe cărți ilustrate și a ilustrat cărți, broșuri de propagandă și articole de ziar. A conceput afișe și cărți poștale ilustrate. Erdal a publicat în 1934 un album cu imagini, intitulat Weltkrieg 1914/18, cu ilustrații realizate de Reich.

### Publicații proprii
- Mit meinem Corps durch Serbien : Ein Kriegstage- und Skizzenbuch. R. Oldenbourg Verlag, München și Berlin 1916.
- Verdun : Ein Kriegsskizzenbuch. Lucas-Verlag, München 1916. (Prefață: Franz Carl Endres)
- Durch Siebenbürgen und Rumänien : Ein Gedenkwerk für („Gruppe Krafft“ und) rumänische Kriegsteilnehmer. Lucas-Verlag, München 1917.
- Unser deutsches Alpenkorps in Tirol : Ein Erinnerungswerk. Verlag Jos. C. Huber, Dießen am Ammersee 1917.
- Gegen Italien mit dem deutschen Alpenkorps : Ein Erinnerungswerk. Selbstverlag, München 1918. (Text von Karl Reich)
- Gegen Italien mit der 14. Armee : Ein Erinnerungswerk. Selbstverlag, München 1918. (Text de Karl Reich)
- Das Deutsche Alpenkorps im Westen und Rückmarsch in Serbien : Ein Erinnerungswerk für Kriegsteilnehmer (im Felde beim Alpenkorps) mit 130 Bildern. Bayerisches Kriegsarchiv, München 1926.
- Aus Adolf Hitlers Heimat. Eher-Verlag, München 1933. (Geleitwort von Oscar Robert Achenbach und mit Aufnahmen von Lisbeth Reich)
- Dietrich Eckart, ein deutscher Dichter und der Vorkämpfer der Völkischen Bewegung. Eher-Verlag, München 1933. (mit Neuaufnahmen von Lisbeth Reich)
- Vom 9. November 1918 zum 9. November 1923 : Die Entstehung der deutschen Freiheitsbewegung. Eher-Verlag, München 1933. (Text de Oscar Robert Achenbach)
- Von deutscher Art und deutscher Tat : Das Buch d. Hitlerjugend von Albert Reich. Eher-Verlag, München 1934 (Erstauflage). (Text: Joseph Berchtold)
- Französisch-Flandern und Artois. Ein Kriegserinnerungswerk 1940–41. Eher-Verlag, München 1942. (Enthält auch Stiche von Adam Frans van der Meulen u. a.)

### Ilustrații de carte
- Friedrich Thieme: Die Weihnachts-Kiste und andere Humoresken. Habbel-Verlag, Regensburg 1911. (auch mit Illustration von Elisabeth Sellschopp)
- Franz Drexl: Die Befreiungskriege : 1813–1815 / Dem deutschen Volke erzählt. Habbel-Verlag, Regensburg 1913 (Erstauflage).
- Josef Schuberth: Singt! : Teil 4. Ein-, zwei-, drei- und vierstimmige. Lieder, Arien und Balladen für höhere Lehranstalten und für Haus zusammengestellt. Koch Verlag, Nürnberg 1914 (Erstauflage).
- Johann Peter: Volksedlinge : ein Heldenbuch für die deutsche Jugend. Lucas-Verlag, München 1916.
- J[ohann] B[aptist] Laßleben: Du deutsches Kind! Eine Gabe für unsere Jugend. Hochwald-Verlag, München 1919.
- J. B. Laßleben: Abenteuer im Walde. Für die deutsche Jugend. Hochwald-Verlag, München 1919.
- Margarete Gebhardt: Sagen und Geschichten aus der Lausitz : Für die Jugend erzählt. (Heftreihe). Rauert & Pittius, Sorau 1921–1923.
- Franz Xaver von Schönwerth: Die Rübenprinzessin und andere Märchen : Nacherzählt von Oberlehrer J. B. Laßleben. Michael Laßleben, Kallmünz o. J. [1923].
- Reichsarchiv (Hrsg.): Die Tragödie von Verdun 1916. 1. Teil. Die deutsche Offensivschlacht. Verlag Gerhard Stalling, Oldenburg/Berlin 1926.
- Konrad Krafft von Dellmensingen: Der Durchbruch am Isonzo. (Zweiteiliges Werk). Verlag Gerhard Stalling, Oldenburg/Berlin 1926 (Tl. 1)/1928 (Tl. 2).
- Werner Beumelburg: Loretto. Dargestellt auf Grund einer historischen Studie von Wolfgang Fürstner. Verlag Gerhard Stalling, Oldenburg 1927.
- Thilo von Bose: Das Marnedrama 1914. (vierteiliges Werk). Verlag Gerhard Stalling, Oldenburg 1928.
- Hans Zöberlein: Der Glaube an Deutschland : ein Kriegserleben von Verdun bis zum Umsturz. Eher-Verlag, München 1931 (Erstauflage).
- Oberste SA-Führung (Hrsg.): SA-Liederbuch. Verlag Jos. C. Huber, Dießen am Ammersee 1933. (Prefață de Ernst Röhm)
- Hans Zöbelin: Der Befehl des Gewissens : Ein Roman von den Wirren der Nachkriegszeit und der ersten Erhebung. Eher-Verlag, München 1937 (Erstauflage).
- Otto Doderer: Das Landserbuch : Heiteres und Besinnliches aus den Feldzeitungen des Weltkrieges ; Die Frontsoldaten von 1914–1918 ihren Kameraden von 1939–1940. Verlag Gerhard Stalling, Oldenburg 1940.